# 武斗

贵州革命造反派（1967年4月）

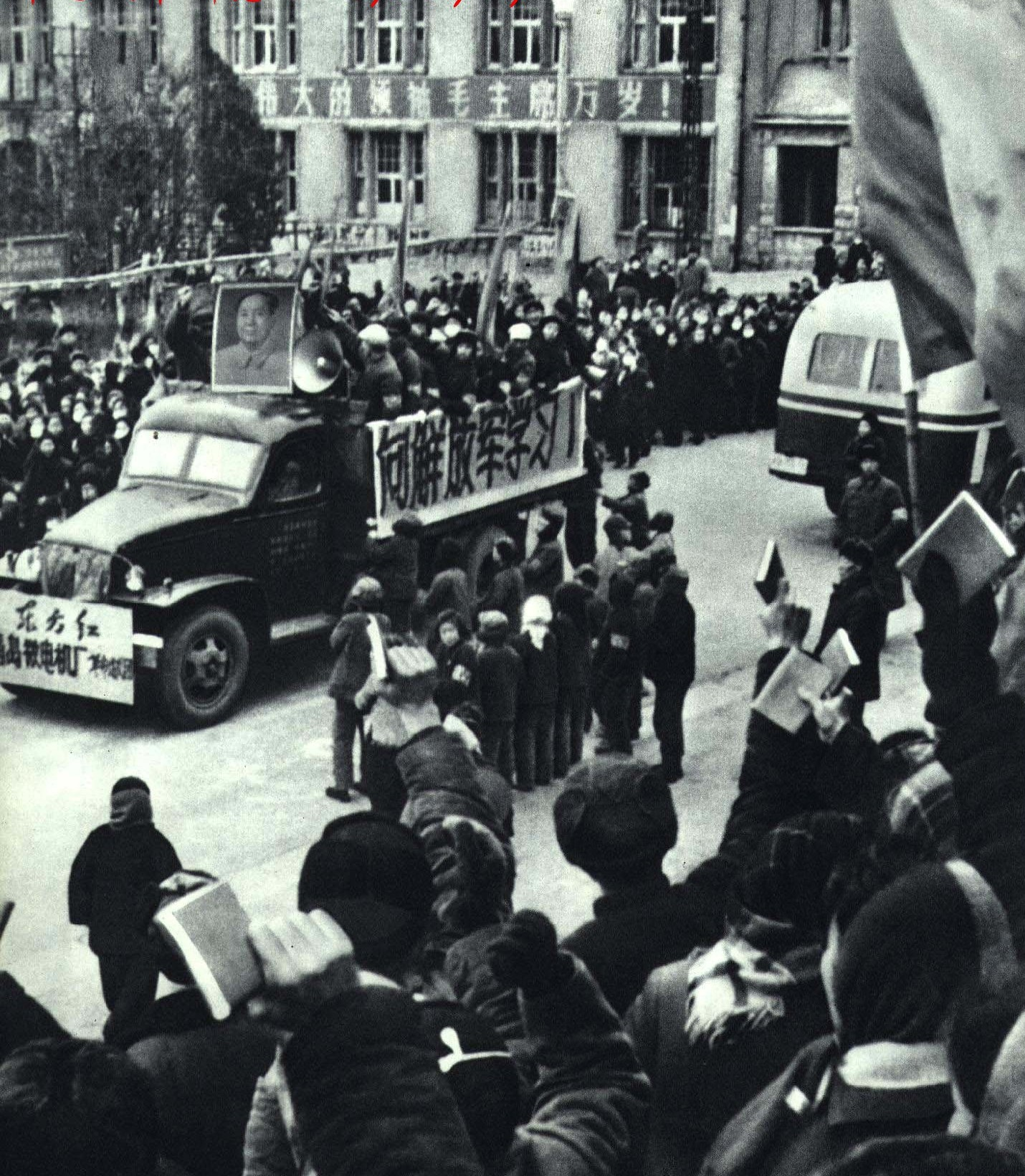
青岛革命造反派（1967年4月）

武斗，是中华人民共和国“文化大革命”时期不同群众组织之间的武装冲突，常发生于造反派与保守派之间或造反派内部，也发生于不同派系的红卫兵之间。1966年12月，上海康平路事件、重庆一二·四事件成为全国大规模武斗的开端。1967年1月，上海爆发“一月风暴”，毛泽东表态支持，引发各地造反组织展开大规模夺权运动，进而导致权力斗争及各派冲突。1967年夏，在江青提出“文攻武卫”后，武斗迅速升级，有观点认为中国大陆此后进入了“全面内战”的状态。1968年夏，在中共中央和相关政府部门的干预下，全国各地的武斗逐渐结束。

武斗形式从最开始的使用棍棒、砖头，逐渐演变到使用自制步枪、轻重机枪、冲锋枪、迫击炮、手榴弹甚至土炮装甲车等。武斗者多为年轻人、死伤惨重；据学者估计，1967－1968年间，武斗共造成了30万－50万人的非正常死亡，而据1996年中共中央党史研究室等四个部门合编的《建国以来历史政治运动事实》一书记载，武斗造成23.7万余人死亡、703万余人伤残。
截止1969年，被抢夺用于武斗的各类武器装备包括约187.7万把枪支（一说是1,877万）、14,828门火炮、271.9万枚手榴弹等等。严重的武斗事件包括重庆大武斗、四川泸州武斗、江苏徐州武斗等。

## 历史发展

### 武斗起因
1966年5月，毛泽东在中国大陆发动并领导了文化大革命。1966年12月4日，重庆爆发“一二·四事件”，12月底上海爆发“康平路事件”，成为全国大规模武斗的开端。依据戚本禹、张春桥、关锋等人回忆，1966年12月26日毛泽东在自己的生日家宴上，对众人举杯说道：
版本1：为明年全国全面内战胜利干杯！
版本2： 为展开全国全面内战干杯! 

版本3：祝展开全国全面内战！
1967年1月，上海造反派的“一月风暴”爆发，毛泽东表态支持，大规模的群众造反夺权开始。此后，各地造反派受影响也纷纷展开夺权运动，工人造反派势力壮大，在此期间造反派内部因权力斗争而产生分裂，各派系之间开始发生武力冲突、形成武斗。而由于毛泽东严格禁止官员动用军队、警察等国家机器镇压造反派群众，并要求军队“支左”，官员便暗中武装保皇派镇压造反派，也引发两派武斗。
北京市的武斗从1967年春开始，据当时火葬场统计，武斗死亡最多的1天达70多人。时任公安部部长谢富治本来要求公安系统、北京市委分别发出“要求不准打死人”的通知，但遭到毛泽东的批评和阻止：“你们还是想压制群众，文化大革命刚开始发动，你们不能像消防队救火一样。” 1967年夏天，江青提出“文攻武卫”后，武斗进一步升级，有观点认为中国大陆此后进入了“全面内战”状态。

### 武斗形式
早期的武斗形式主要以打群架、扔砖头为主，并未使用重武器。1967年6月6日，中共中央、国务院、中央军委和中央文革小组发出《六·六通令》，试图纠正“打、砸、抢、抄”之风。

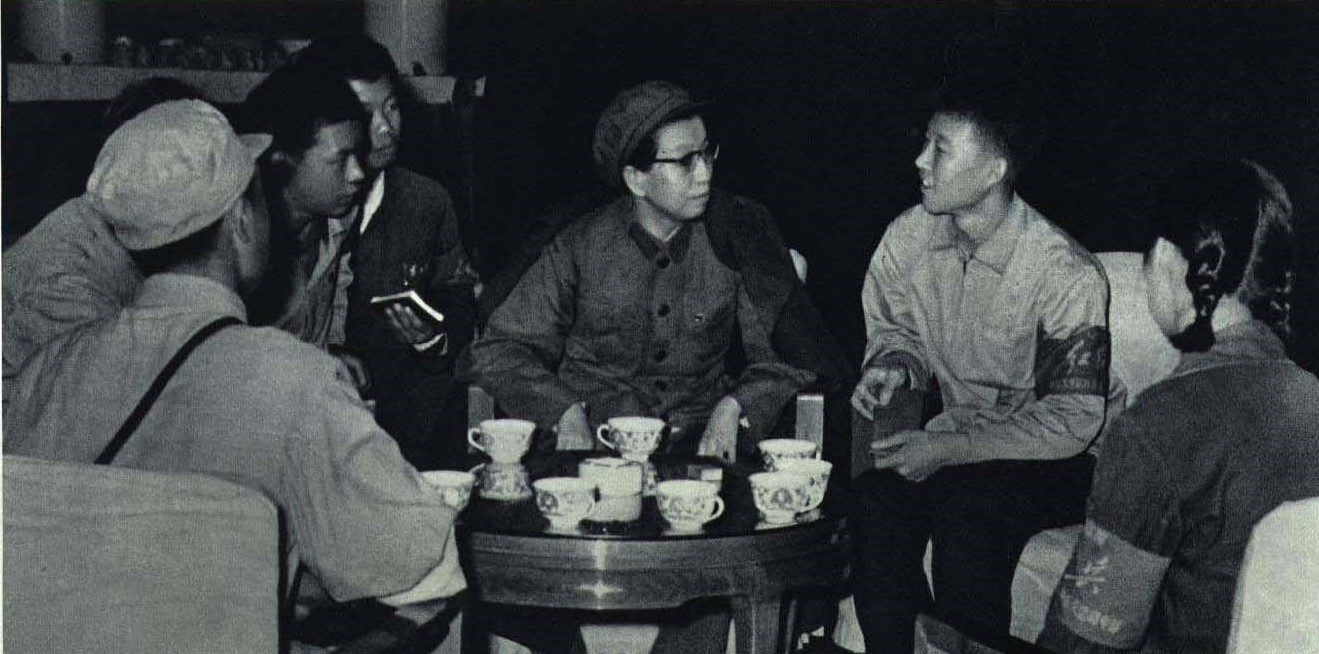
江青接见红卫兵（1967年8月）

但此后“武汉720事件”爆发，武斗冲击了毛泽东居住的东湖宾馆，湖北省军区的指战员组织保守派“百万雄师”进行了介入（“百万雄师”被毛泽东定性为保皇派），保守派以及造反派各有死伤。因此，毛泽东认为一大批军队是反了的，进而提出要发枪给左派，担任中央文革小组副组长的毛泽东夫人江青遂认为，军队出现了支持保皇派的企图，主张武装左派、文攻武卫。7月22日，江青在接见河南省群众组织代表时说：
我们不能太天真烂漫，当挑起武斗的一小撮人，他们拿起武器打你们的时候，革命群众可以拿起武器自卫。在双方达成停止武斗的协议以后，他们仍然不把武器收起来的，你们自卫的武器不能放下。... 文攻武卫的口号是对的，你们不能天真烂漫。当他们不放下武器，拿着枪支、长矛、大刀对着你们，你们就放下武器，这是不对的。你们要吃亏的，革命小将你们要吃亏的。
次日，“文攻武卫”口号刊登于《文汇报》上，武斗迅速进入重武器阶段，有观点认为中国大陆此后进入了“全面内战”的状态；但也有人质疑“内战”的称法，认为这是毛泽东的权术用语。根据有关资料显示，当时支持不同造反派的军队向造反组织发放了枪支，造反派还利用各种方式从军火库抢夺甚至自制枪支，总计达上百万之多，足以武装一支正规的百万大军。

### 武斗结束
1968年夏，部分地区武斗逐渐失控，中共中央发布《七·三布告》、《七·二四布告》进行制止，要求造反派上缴抢夺的武器军火、解散武斗组织，武斗逐渐结束。1968年7月28日，毛泽东召见北京红卫兵造反派五大领袖，要求停止武斗。此后，工宣队、军宣队开始进驻各级教育、文化单位，结束武斗、维持秩序，工人阶级开始领导文化大革命。1968年底，大规模“上山下乡运动”随即展开，红卫兵的政治组织解散。

## 部分地区武斗情况

### 上海

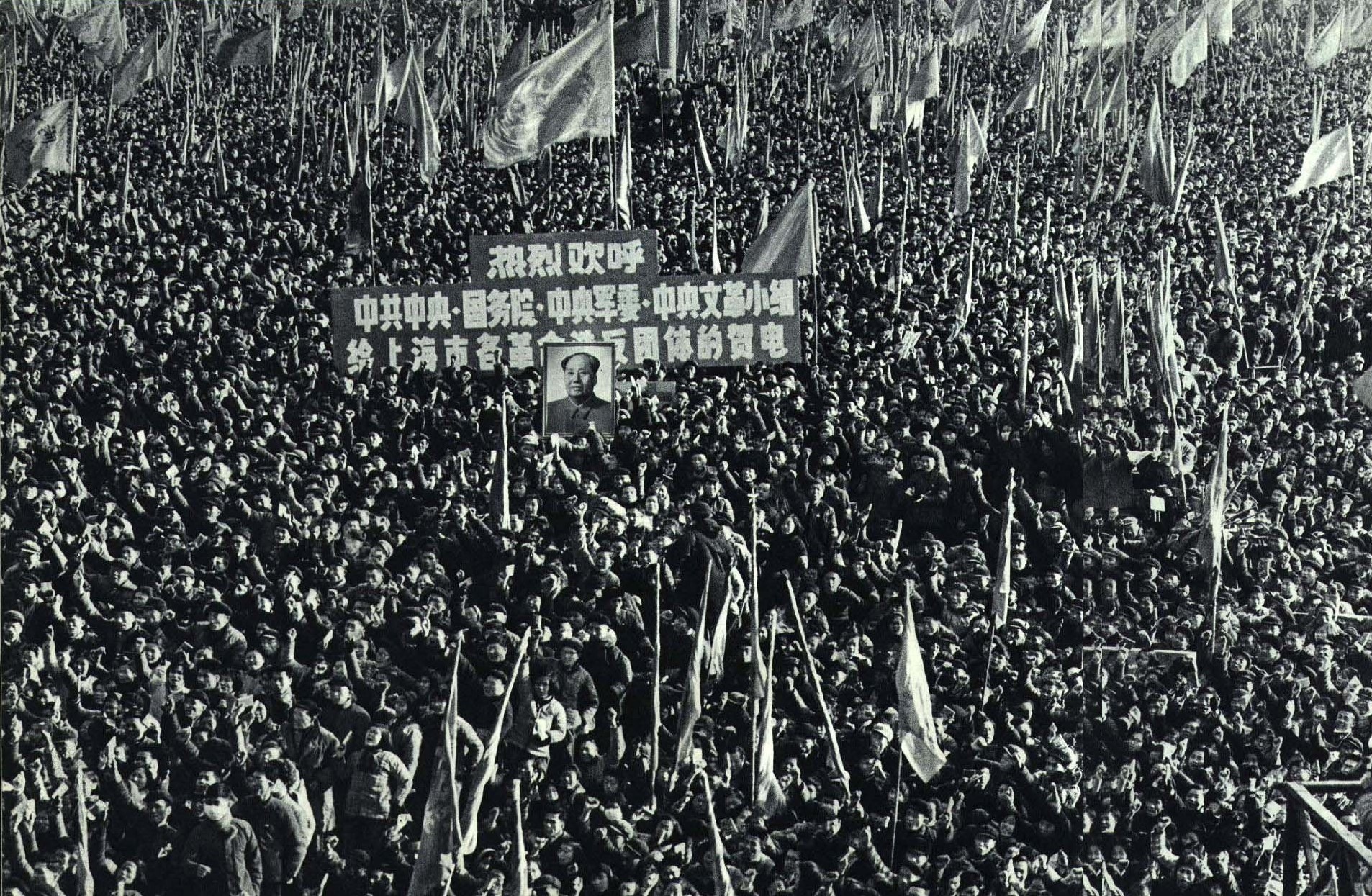
上海造反派庆祝游行（1967年4月）

1966年12月，上海发生“康平路事件”，常被认为是文化大革命期间大规模武斗的开端。1967年1月，上海爆发“一月风暴”，引发各地群众展开大规模夺权运动。

### 新疆
1967年1月，新疆爆发“石河子一·二六事件”，被认为是文革期间最早的武斗之一。

### 湖北

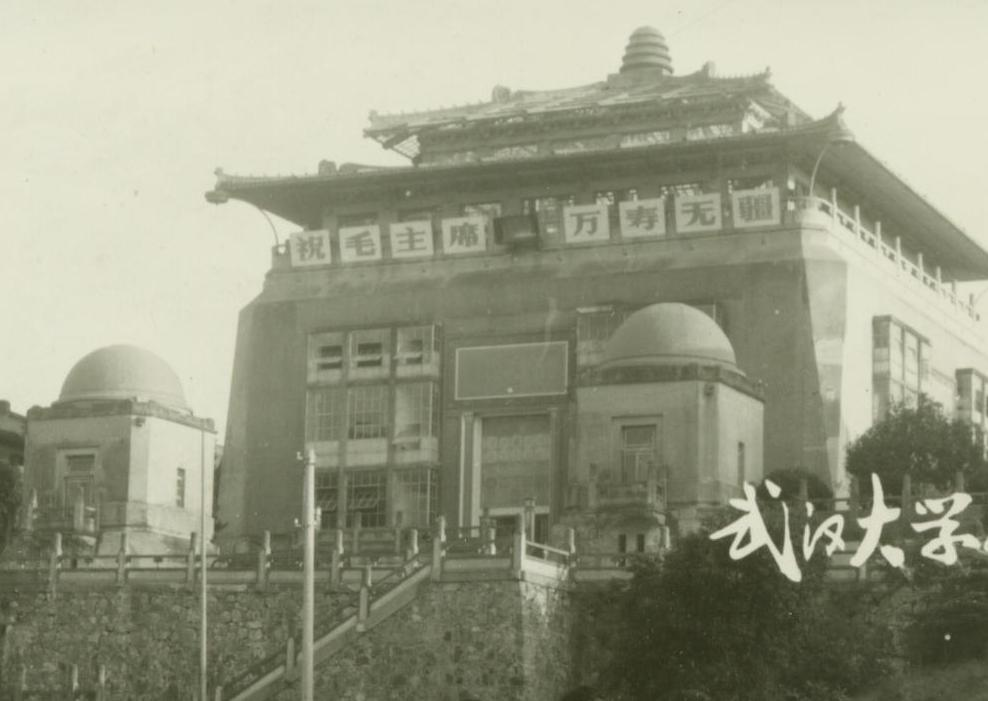
文革时期的湖北武汉大学

1967年5月起，湖北省武汉市各群众组织之间发生武斗，流血事件频频发生。7月20日，武汉爆发“七·二〇事件”，发生武斗，是文革期间的重要事件。随后，江青提出“文攻武卫”，全国武斗迅速升级，有观点认为中国大陆此后进入“全面内战”状态。

### 湖南
1967年6月6日，“湘江风雷”、“工联”，与“高司”两派群众组织在长沙中苏友好馆（今“长沙市口腔医院”）爆发武斗，打死10名大学生，成为湖南文革以来第一次严重的惨案，即“6·6惨案”。至7月上中旬，湖南省武斗不断升级并达到高潮，长沙、株洲、湘潭交界地区几乎天天有武斗，参加的有工人、学生、农民，动用了步枪、机枪、六〇炮，甚至出动消防车和坦克，邮路一度中断。
与此同时，1967年7月，湖南道县的“红联”和“革联” 两派斗争趋向白热化，其中“革联”基本从属于湖南省最大的造反派“湘江风雷”。8月份双方爆发多次武斗，并发生了“道县大屠杀”。

### 四川
1967年7月6日，四川泸州开始发生武斗事件，18日起爆发大规模武斗，冲突持续近四年（1967-1970年），造成至少二千人余人死亡、上万人受伤，属全国单次武斗中伤亡之冠。与此同时，四川东部一些地区各派武斗期间，多为溃败的“保守派”群众组织曾组织对战俘以及“黑五类”和家属进行的报复性屠杀，万县、涪陵、江津县有约700人被屠杀。
此外，四川绵阳地区的武斗最先发生于绵阳、江油、广元、德阳等县。据1967年4月30日统计，全区19个县，有11个县发生过大、小武斗。从1967年下半年至1968年下半年之间，绵阳及省内一些地方的“造反派”和“武斗队”数次冲击驻绵军事机关，抢夺武器，导致武器弹药流散于社会，其中最典型的是“四二○事件”：1968年4月20日、5月8日，广元国防军备仓库399库武器装备被抢，有6个专区(市)的55个县数千人先后55次抢夺过该库的武器装备。1968年4月25日至5月15日，在中江县广福区太阳山一带，发生了大规模武斗：此次武斗是刘结挺、张西挺支持搞的所谓围剿“保守派”据点，激战21天，参加武斗的不仅是中江的两大派，而且有来自全川20个县3个市的武斗队，达数千人之多，不仅使用轻重武器，还使用了毒气弹，围攻对方，摧毁阵地，双方伤亡数百人。

### 重庆

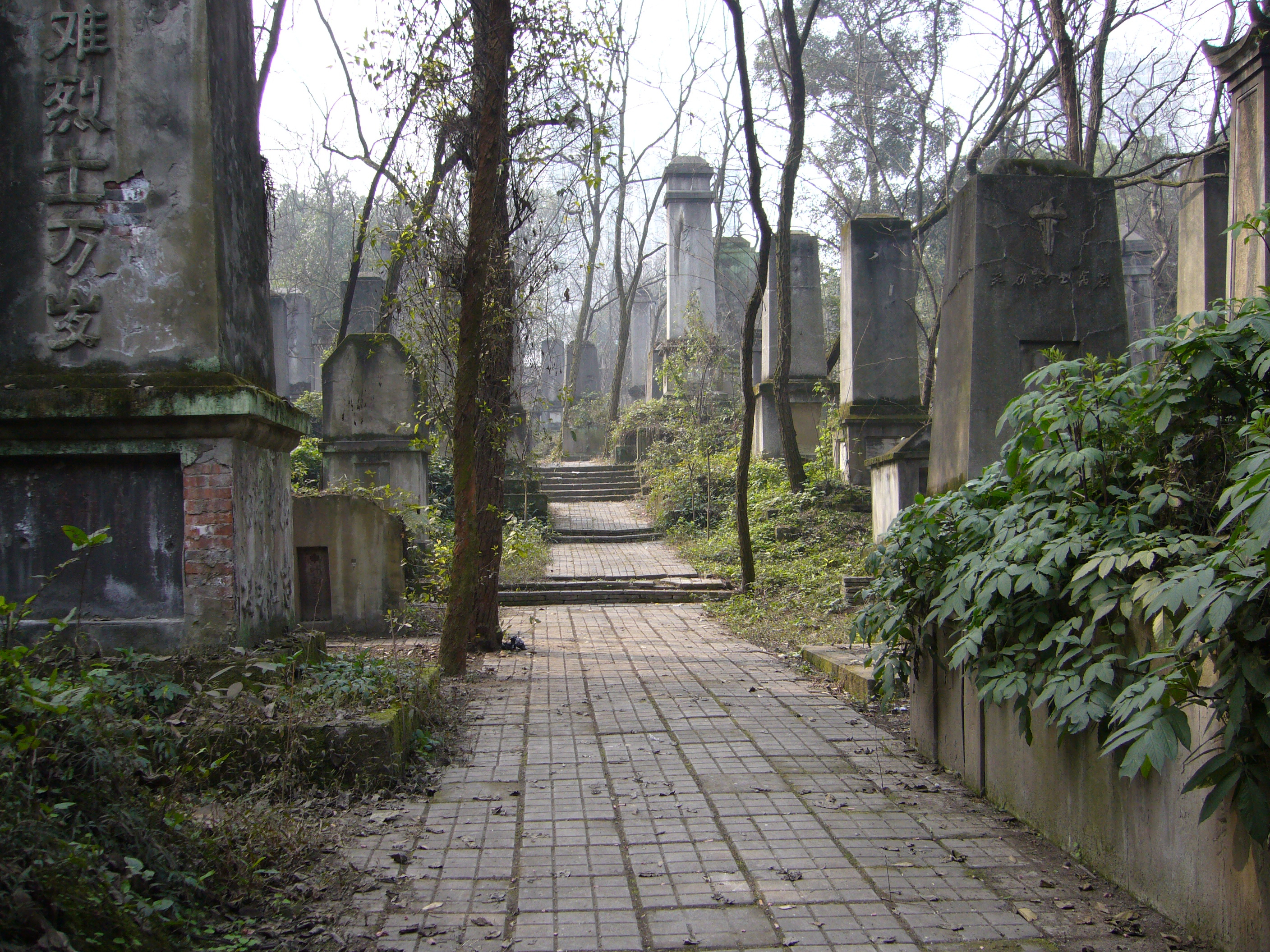
据估计有400-500名在武斗中死亡的人埋葬于重庆文革墓群。

重庆大武斗是中国大陆发生的规模最大的武斗，是1967年6月至1968年10月间在重庆地区发生的一系列武斗（重庆文革时期隶属于四川省）。出动军舰、大炮、坦克等重武器，据何蜀估计冲突最激烈时期武斗死亡约1,700人，此外失踪600余人，共受伤3,000余人。期间荣昌县武斗、重庆八八海战、杨家坪武斗死伤惨重。今九龙坡区的杨家坪、谢家湾地区作為杨家坪武斗的主戰場，大受破壞。后经林彪、周恩来直接干预才停止。
重庆武斗中甚至使用了军舰，涪陵地区武斗因为当地驻军介入炮舰轰击城区，完全是正规战争的打法。几万毛派红卫兵退入川东名寨栗子寨，对抗正规军的打击，最后全部宣布缴械撤走。
重庆市沙坪坝区现有全国已知保存最为完好的红卫兵墓群——重庆文革墓群。

### 福建
文革期间，龙岩地区为福建省武斗最激烈的地区，据初步统计，仅龙岩一县（今新罗区），两派群众死于武斗或被对立派折磨而死的约800多人。1967年，龙岩地区出现了“新字派”和“红字派”两个对立的群众组织；7月，龙岩正式实行军事管制，“新字派”反对军管，而“红字派”支持军管，双方于14日发生第一次大规模武斗。8月7日，“新字派”仿效外地造反派，开始抢夺枪支，并按军事建制，组建了20多个武装连、排，武装人员约有5,000多人。8月8日，“新字派”五六千人围困龙岩风动厂（当地一军工厂）的“红字派”人员，并导致该厂断水断电近一个月时间。10月30日，“红字派”试图反攻夺取龙岩城，双方在水泵厂等地激战，“新字派”甚至动用无后座力炮，“红字派”战败、死亡7人。12月14日，“红字派”再度攻打龙岩城，双方数千人开战，死伤上百人，最终“新字派”撤出龙岩城。1968年1月6日，“新字派”在龙门伏击“红字派”车队，打死回家过年的“红字派”和军分区护送警卫22人。2月起，大规模武斗逐渐结束，但零星冲突依然持续，直至1968年底。

### 广东

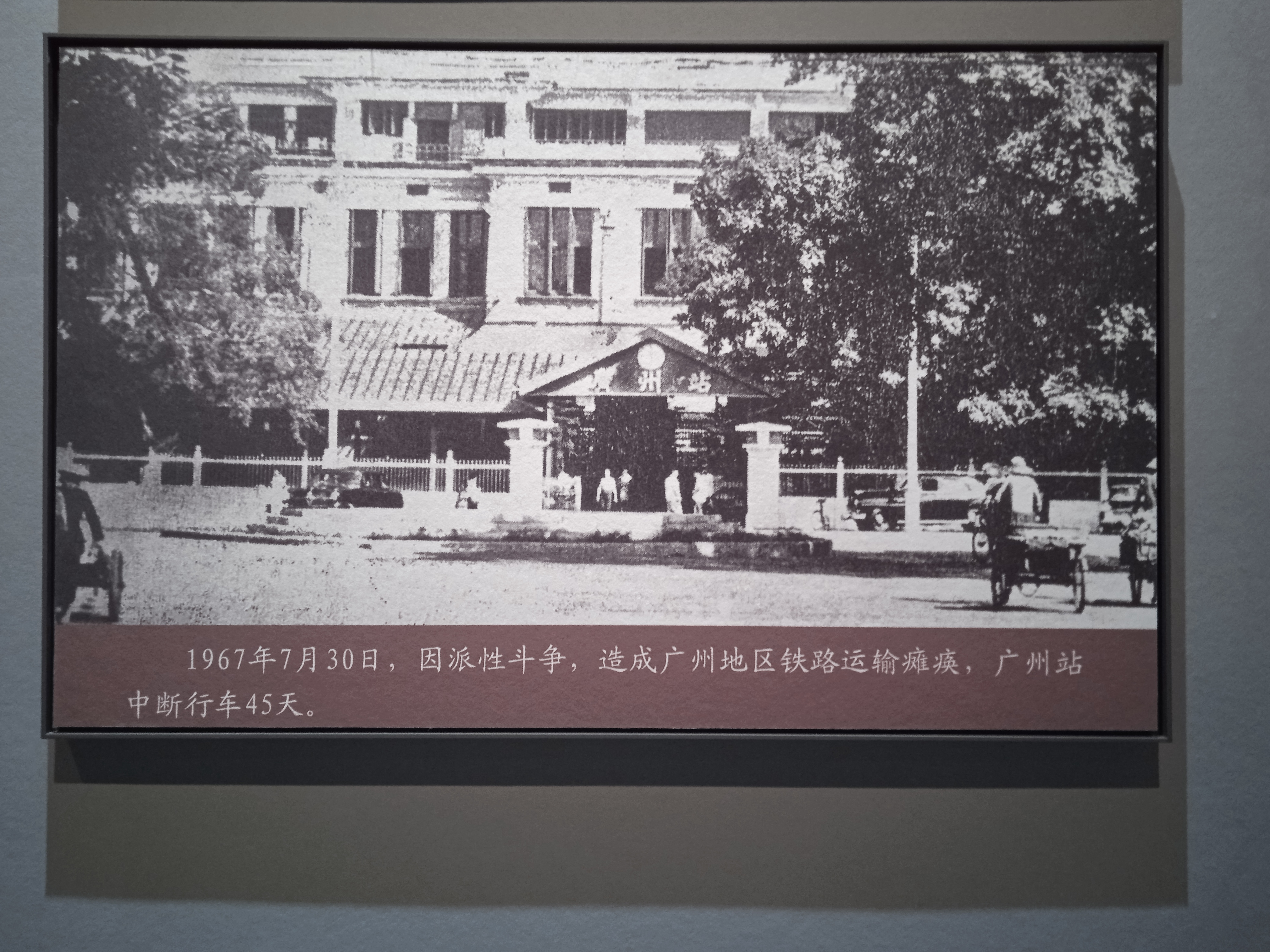
武斗造成广州地区铁路运输瘫痪，广州站中断行车45天（广州铁路博物馆）。

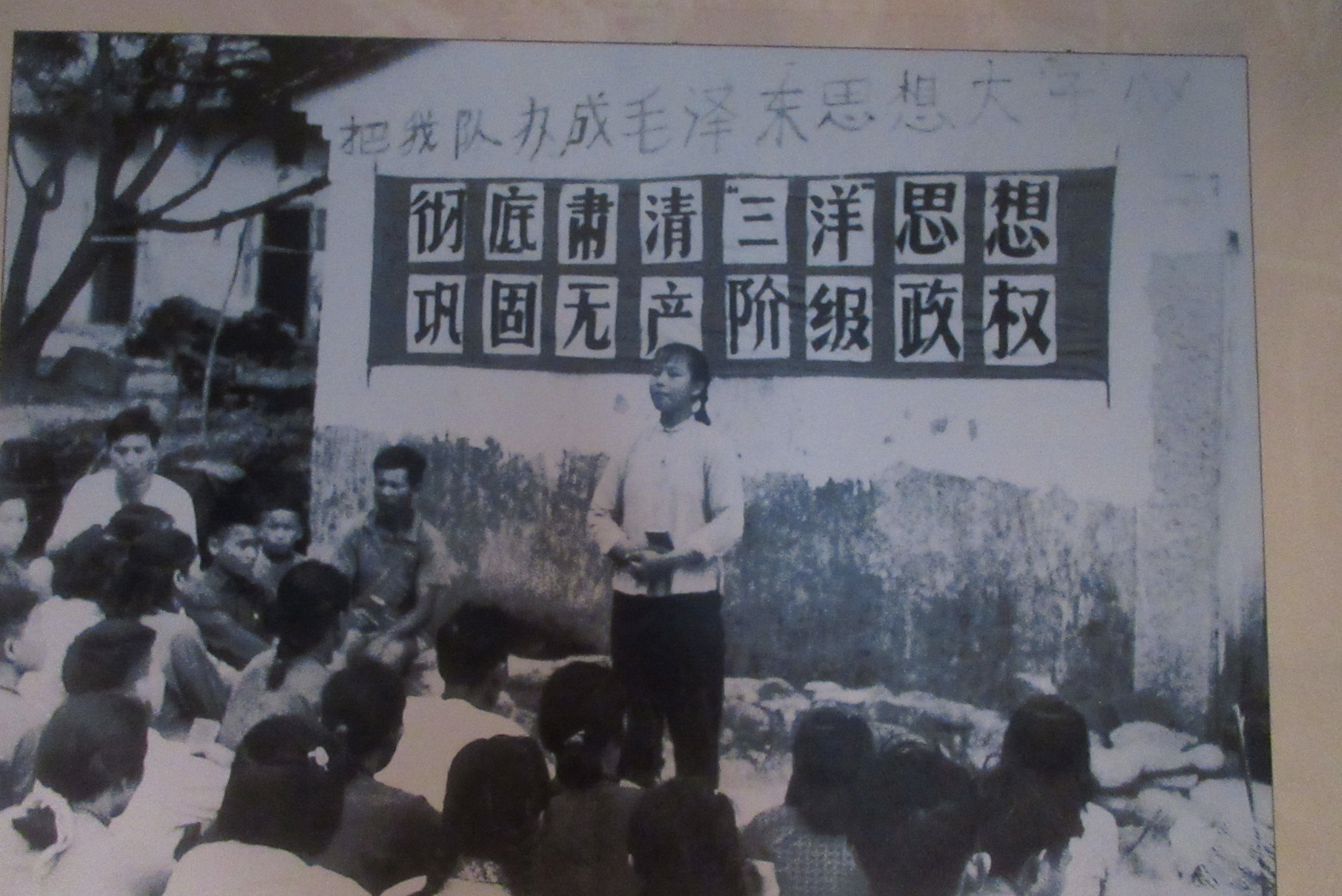
毛泽东时期的群众集会（深圳博物馆）

1967年1月下旬，广东省委、广东省公安厅、广东人民广播电台、广州市公安局、广州日报社等党政机构被夺权，陷入瘫痪，社会大乱。1月25日，群众组织间发生冲突，人数达上万人。1967年3月15日，毛泽东决定在广东实行军事管制，黄永胜担任军事管制委员会主任。 此后，广东省的造反派群众联盟（“红旗派”）与支持军管的保守派群众组织（“东风派”）之间相互对立；7月23日，双方在广州“中山纪念堂”爆发大规模武斗，人数逾2万，事后双方宣称死伤数百人。8月16日起，“广东省总工会武斗”爆发，双方使用了步枪、轻重机枪、迫击炮、手榴弹和炸药包等武器。此后因两派冲突又发生了广州“820血案”，造成许多中学生死亡。大规模武斗一直延续至1968年夏。1968年7月起，广东省革命委员会、当地军队利用《七·三布告》、《七·二四布告》对“红旗派”实行镇压，7－10月间，广东集体屠杀达到高峰。

### 广西
1967年，广西壮族自治区的军队、群众中逐渐形成了两大对立阵营，一个保守派阵营（简称“联指”）无条件支持广西壮族自治区人民政府主席韦国清出面领导广西的文化大革命，另一个造反派阵营（简称“4·22”）反对无条件支持韦国清并要求要韦作检查后再定。1967年下半年起，在桂林地区，两派多次抢枪武斗，其中“4·22”三次抢了各种枪支3,000余支、加农炮8门，而“联指”四次抢了各种枪支7,000余支、机关枪10挺。1968年夏，两派持续大规模武斗，仅1968年6月6日至13日的7天内两派发生武斗17次。针对广西地区的武斗，1968年7月3日，中共中央、中华人民共和国国务院、中央军事委员会、中央文化革命小组发出《七·三布告》，制止武斗。
拨乱反正、改革开放后，经中央调查组调查，广西全省因两派武斗总共死亡3,700人，但在广西文革死亡案例中，屠杀死的多（广西大屠杀），武斗死的少。比如在武斗比较激烈的桂林地区，在1967、1968年两年因文革死亡的11,027人中，只有458人死于武斗。

### 陕西
1967年，陕西西安地区的造反派首先分裂成两个对立的组织，即“东派”（以西安交通大学的造反组织和“工总司”为首）和“西派”（以西北电讯工程学院的造反组织和“工联”为首）。8月30日凌晨1时，自湖南来串联的五名红卫兵和“东派”工人乘西安交大汽车，携带武器前去西安秦川机械厂抢枪，至韩森寨地区时被对方发现并引发冲突，车上开枪并投掷手榴弹，打死2人、伤9人，成为西安地区第一次开枪武斗。9月初，“西派”头目张培信等人经过策划，调集数千名武斗人员，开赴庆安公司，对东派武斗人员实行包围；9月1日、2日，“东派”和“西派”成员先后在西安胡家庙地区、未央路地区进行大规模武斗，双方动用了大量汽车、消防车等交通运输工具及步枪、机枪等作战武器和电台。这场武斗导致56人死亡（一说110多人）、290余人受伤，并造成这一地区交通中断，机关厂矿停工停产。9月2日上午，国务院总理周恩来下达指示，武斗逐渐平息。
在此同时，类似的武斗在陕西全省相继发生，包括宝鸡、安康县等地的大武斗。据宝鸡官方记载，1967年8月17日，宝鸡市两派群众组织在市机砖厂大规模武斗，约有4,500余人参加，调用汽车15辆，打伤40多人。8月25日至28日，宝鸡陇县发生了持续3天的大规模武斗，1,500余人参加，动用200多辆汽车、2部电台2及各类武器，造成死亡16人，伤残数百人，成为文革中宝鸡地区最大的一次人为灾难。11月21日，宝鸡县虢镇地区发生武斗，2,000余人参加，动用汽车9辆，土坦克、摩托车各1辆，各种枪械173支，长矛220多把，其它器械130多件，打死7人，伤残220多人。1967年8月31日至1968年5月，安康县两大造反派的连续大规模武斗，造成了“734人死亡，烧毁大街小巷11条，炸毁防洪堤8,357立方米，安康市内水塔被毁，档案大楼被焚，53所机关、学校成为废墟，3,800多间房屋化为灰烬”。针对陕西地区的武斗，1968年7月24日，中共中央、中华人民共和国国务院、中央军事委员会、中央文化革命小组发出《七·二四布告》，制止武斗。

### 西藏

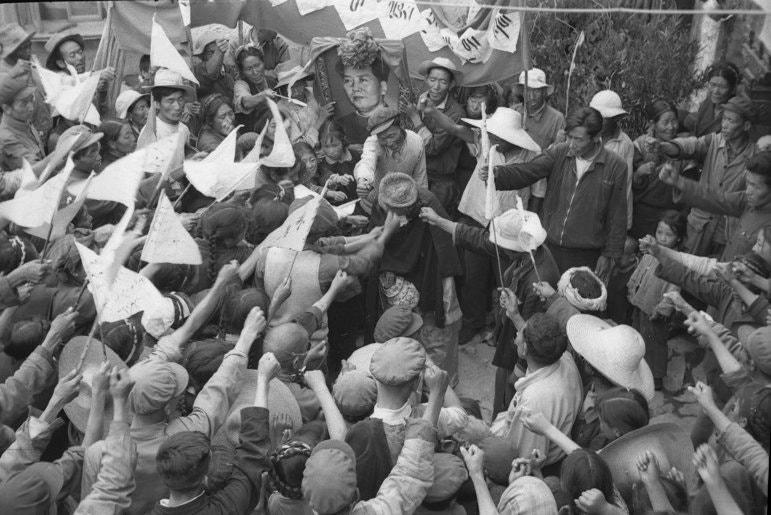
文革时期西藏地区针对桑顶·多吉帕姆活佛的批斗会

从1967年5月起，西藏自治区的“造总”（全称是“拉萨革命造反总部”）和“大联指”（全称是“无产阶级大联合革命总指挥部”）两派的武斗正式开始，持续时间超过两年，产生了巨大的破坏。西藏武斗最严重的是1968年、1969年，两派打死过很多人，据学者走访，仅在昌都地区即有两百多人被打死，昌都的“大联指”和“造总”各有自己的“烈士陵园”，死者既有藏族人也有汉族人。

### 江苏
1967年4月，江苏徐州的造反派内部分裂出“踢派”和“支派”，前者而主张踢开军方主导的“三·一八革委会”，而后者则主张继续支持军方和“三·一八革委会”。5月中旬起，两派之间不断爆发武斗，军队暗中支持“支派”；31日，“踢派”主力被打出徐州，这次武斗造成1,200余人受伤，6人死亡。此后，中央指派济南军区第一书记、第一政委兼山东省革委会主任王效禹出面处理徐州问题，军队内部态度出现转向支持“踢派”，引发“支派”不满。8月31日至9月4日，江苏徐州的“踢派”和“支派”之间爆发大规模武斗，其中“踢派”获得军方“支左指挥部”的支持，获得1,000多把各类枪支及弹药。山东省济南、薛城、枣庄等地的8,000余名（一说数万人）与“踢派”持相同观点的造反派亦前往徐州支援。这次武斗造成双方23人死亡，400余人受伤，“支派”5,000余人流亡上海、南京等地。

### 北京
1968年4月23日至7月27日，北京清华大学红卫兵两派之间所发生“百日大武斗”，成为北京地区规模最大、持续最久的武斗事件。此次武斗造成18人死亡，上千人受伤，直接经济损失1,000余万元。

### 云南

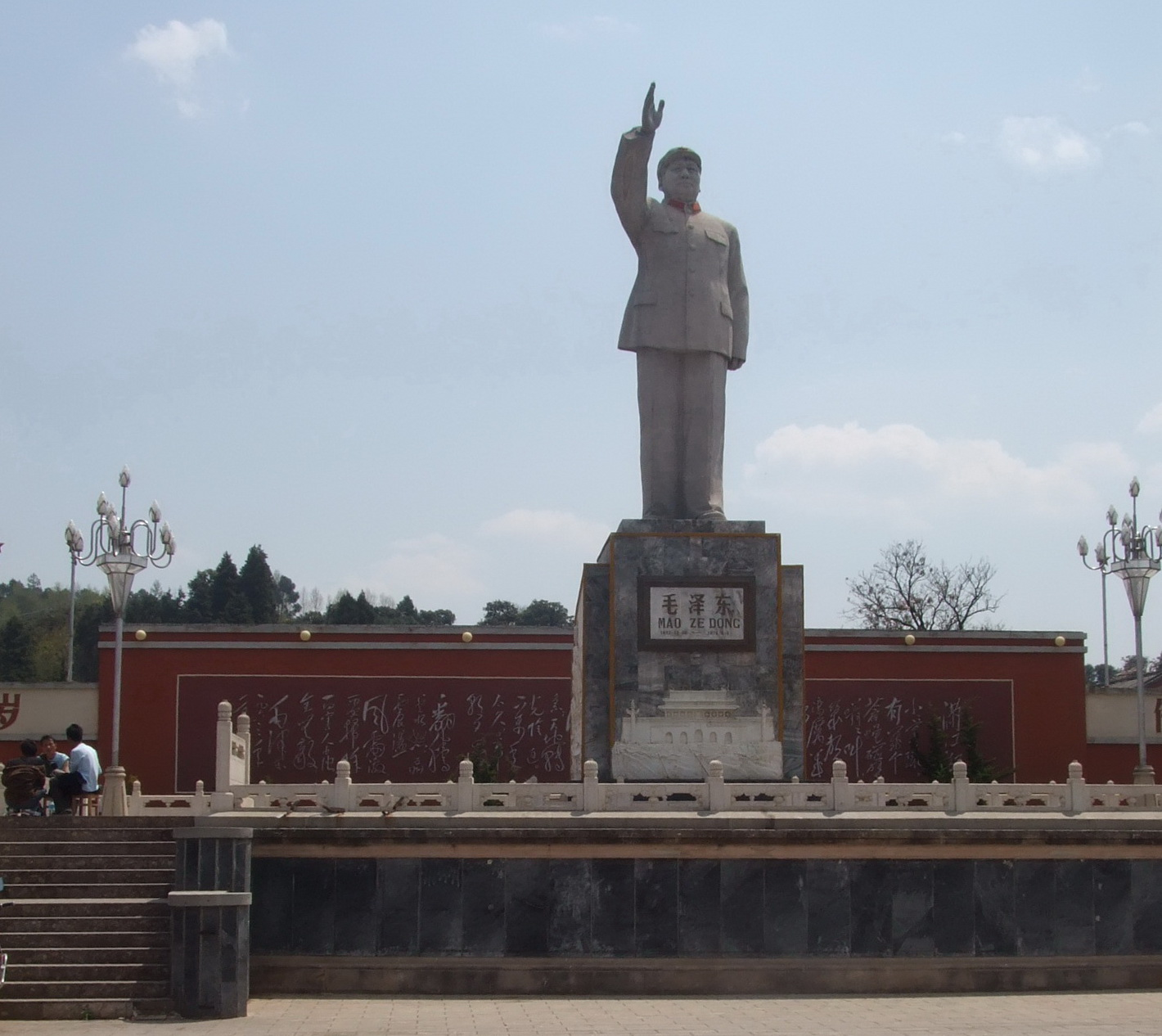
1969年建造的位于云南丽江的红太阳广场毛泽东塑像。

1967年，云南省昆明地区形成了“炮派”和“八派”两大群众组织，双方此后多次爆发大规模武斗。1967年4月26日发生了市内检阅台武斗，又激发了5月28日、29日的北教场大规模武斗。7月，江青提出“文攻武卫”后，云南两派争相抢枪武斗，进入白热化武装对决阶段，伤亡者不断增加。
1967年底至1968年初，云南武斗升级，在昆明、大理州下关等地，“八派”和“炮派”连续发生大规模的武斗事件。始于1967年12月中旬的昆明地区“第二次武斗”，打死数百人。此后，1月10日，炮派主力部队之一的工役制部队第8团（简称“工八团”）向滇西方向进发，1月16日两派在大理下关地区爆发大规模“一·一六武斗”，共造成200余人死亡。

### 河北
文革期间，河北省保定地区武斗不停、动乱不止，两派斗争的焦点在于拥护或者反对时任河北省委第一书记刘子厚，反对派占上风。河北省委派去解决问题的人反遭围攻，随后又连续发生多起抢劫枪支弹药的案件，以及抢粮、抓人、打人、武斗等事件，震惊全国。1967年1月，河北省军区和69军介入保定地区文革，并于2月11日宣布有3万余人的“河北省工农荣复转退军人红卫兵保定八一造反总司令部”（“八一总部”）为反动组织，出动27个连队武力强行取缔了“八一总部”等多个群众性组织。此后38军抵达，并于2月24日奉命与省军区一起担负保定地区的“支左”任务，但介入保定地区支左之初，38军尚无一定之见。自1967年4月以后，以“八一总部”平反与否为导火线，保定地区群众组织重新洗牌，组合成“工总派”（即“农大造反团派”）和“工筹派”（即“革命红楼派”）两大派系，保守派“工筹派”得到省军区的支持，受省军区排斥的造反派“工总派”则主动对新来乍到的38军示好，获得后者支持。38军与省军区在支持谁的问题上各持己见，终致水火不相容。保定两派也各恃有军队方面支持，冲突武斗不断，其中最严重的一次，于1967年6月22－23日发生在保定市内的河北农业大学，两派近万人大规模混战，造成7人死亡，近300人受伤（其中部队数十人）。保定地区的涞水县、安国县等都发生过严重武斗。